# Глава 3: Грех
«Глава́ 3: Грех» (англ. Chapter 3: The Sin) — третий эпизод первого сезона американского телесериала «Мандалорец», действие которого разворачивается в медиафраншизе «Звёздные войны». Эпизод был снят режиссёром Деборой Чоу по сценарию шоураннера сериала Джона Фавро и выпущен на стриминговом сервисе Disney+ 22 ноября 2019 года. В эпизоде Мандалорец, сыгранный Педро Паскалем, возвращает «Малыша» таинственному Клиенту, роль которого исполнил Вернер Херцог. Эпизод был номинирован на прайм-таймовую премию «Эмми».

## Сюжет
Мандалорец доставляет «Малыша» Клиенту. Он спрашивает о том, что произойдёт с ребёнком, но не получает ответа. Когда Мандалорец возвращается в тайное убежище своего клана, Оружейник заменяет его повреждённую броню на новую, выплавленную из полученного в награду бескара. Другой Мандалорец отчитывает его за работу с бывшими агентами Галактической Империи, но Оружейник разрешает их конфликт, напоминая о Пути Мандалора. Вернувшись к гильдии, Мандалорец узнаёт от Грифа Карги о том, что все члены гильдии с помощью отслеживающего устройства следили за Малышом. Гриф упрашивает его взять перерыв, однако Мандалорец настаивает на получении новой работы. Он спрашивает Грифа о том, знает ли он что-либо о планах Клиента относительно Малыша, но Карга сообщает о том, что не задавал подобного вопроса, так как это противоречит кодексу гильдии, и охотник за головами должен об этом забыть. Несмотря на получение новой миссии и подготовку к отлёту, Мандалорец в последний момент не решается оставить беззащитного ребёнка в руках имперцев и проникает на базу Клиента.
Убивая нескольких имперских штурмовиков, он спасает ребёнка из лаборатории. Когда Мандалорец возвращается на корабль, его окружают другие члены гильдии и Гриф, который предлагает отдать Малыша. Получив отказ, наёмники открывают огонь и зажимают Мандалорца в угол, однако на помощь прибывают воины из клана Мандалорцев, давая герою возможность сбежать. Застав Мандалорца врасплох на борту его корабля, Гриф даёт ему последний шанс сдаться, но Мандалорец стреляет в него и убирает с борта корабля. Рука Малыша тянется к пульту управления; Мандалорец откручивает шарик от рычага, за игру с которым он ранее отругал ребёнка, и бросает шарик ему в руку.

## Производство

### Разработка
Эпизод снят режиссёром Деборой Чоу, которая является первой женщиной, срежиссировавшей игровой проект по «Звёздным войнам». Сценарий к эпизоду был написан шоураннером сериала Джоном Фавро, который также озвучил персонажа Паза Визслу.

### Подбор актёров
12 декабря 2018 года было объявлено о том, что Вернер Херцог, Омид Абтахи и Карл Уэзерс присоединились к актёрскому составу с ролями Клиента, доктора Першинга и Грифа Карги соответственно. Эмили Суоллоу исполняет роль Оружейника. Брендан Уэйн и Латиф Кроудер указаны в титрах как дублёры Мандалорца. Паз Визсла был озвучен Фавро и сыгран Тейтом Флетчером. Джин Фриман указан как дублёр Грифа Карги. «Малыш» был сыгран различными постановщиками.

### Музыка
Людвиг Йоранссон написал музыкальное сопровождение для эпизода. Альбом с саундтреком был выпущен 22 ноября 2019 года.
| №                   | Название              | Длительность |
| ------------------- | --------------------- | ------------ |
| 1.                  | «A New Day»           | 5:30         |
| 2.                  | «Mandalore Way»       | 3:21         |
| 3.                  | «Signet Forging»      | 2:02         |
| 4.                  | «Second Thoughts»     | 4:19         |
| 5.                  | «Whistling Bird»      | 2:22         |
| 6.                  | «Mando Rescue»        | 2:14         |
| 7.                  | «I Need One of Those» | 1:34         |
| Общая длительность: | Общая длительность:   | 21:22        |

## Реакция
«Грех» заслужил признание со стороны критиков. На сайте-агрегаторе Rotten Tomatoes эпизод имеет рейтинг 94 % со средним баллом 8.31 / 10 на основе 31 отзыва. Консенсус сайта гласит: «Режиссёр Дебора Чоу привносит действие в „Грех“, эффектный и захватывающий вклад, который делает сюжет „Мандалорца“ глубже.»

### Награды
Эпизод был номинирован на прайм-таймовую премию «Эмми» в категории «Лучшие костюмы в жанре фантастики / фэнтези», но проиграл эпизоду «Сейчас лето, и у нас заканчивается лёд» из сериала «Хранители».